# Malév

Logoul

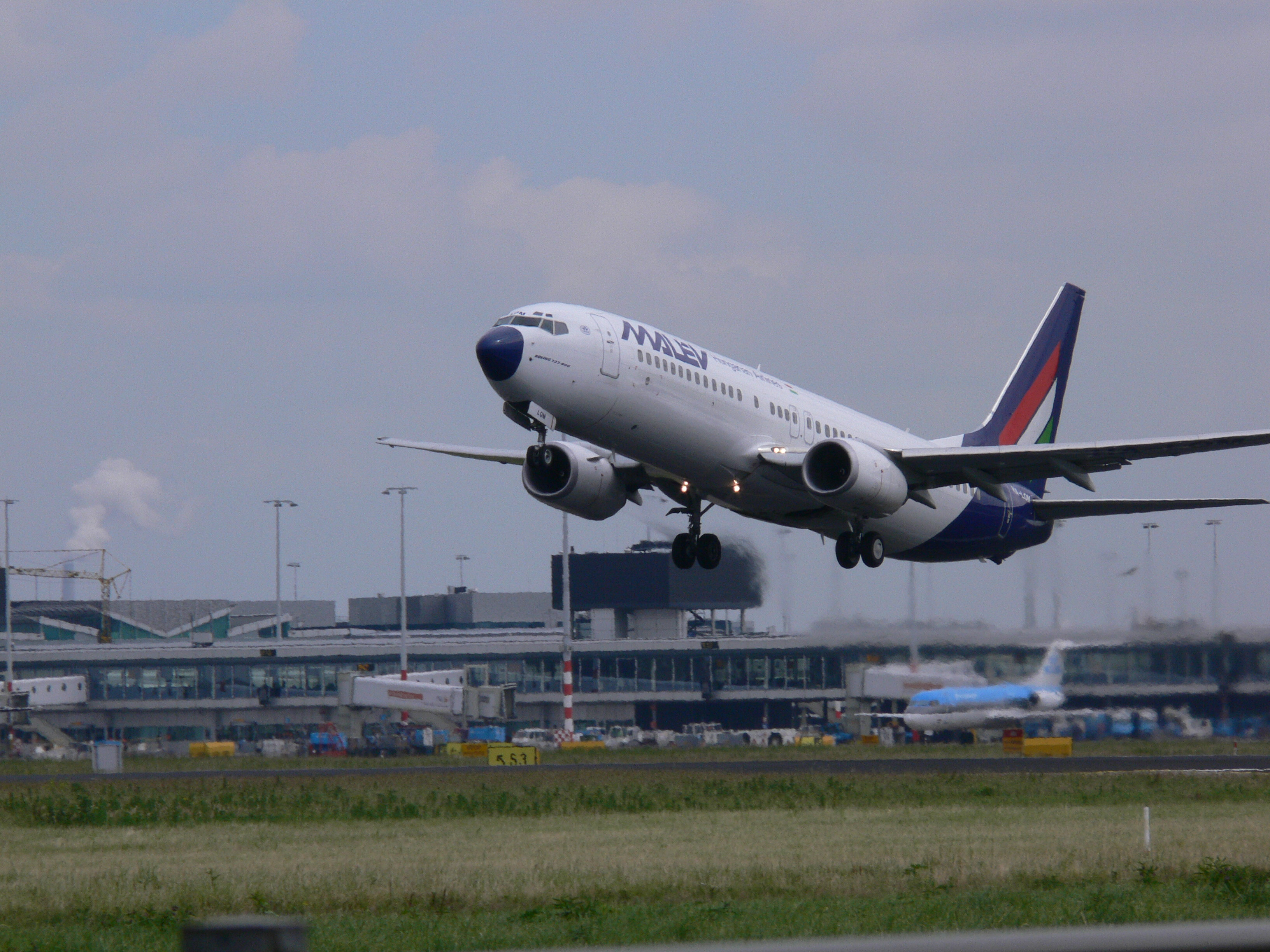
Malév Boeing 737

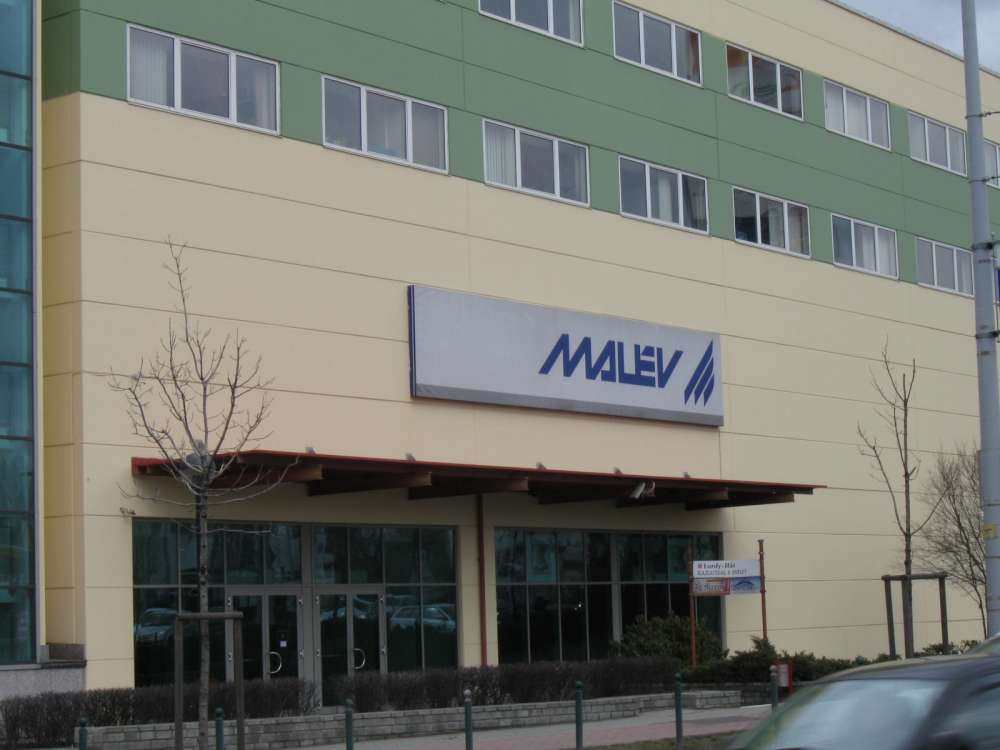
Sediul Malév

Malév (prescurtare de la Magyar Légiközlekedési Vállalat) a fost linia aeriană națională a Ungariei înființată în 1956 ca urmașul companiei ungaro-sovietice Maszovlet. Cursele Malév au fost suspendate în data de 3 februarie 2012, iar compania a intrat in faliment.

## Istorie

### Începuturile
Aviația civilă maghiară a fost pionierată de companii aeriene precum Aero Rt. (fondat 1910), Magyar Aeroforgalmi Rt. (Maefort) și Magyar Légiforgalmi Rt. ( MALÉRT (mɒleːrt) ). Devastarea pe scară largă a celui de -al Doilea Război Mondial a forțat aceste companii aeriene să suspende serviciile aeriene în 1940-1944 și, în cele din urmă, au fost înlocuite de Maszovlet ca companie aeriană națională după război. Maszovlet a fost înființată la 29 martie 1946, ca societate pe acțiuni civile de transport aerian maghiar-sovietic ( Magyar-Szovjet Polgári Légiforgalmi Rt. cunoscută și sub numele de MASZOVLET ), ca o fuziune între Malert , Maefortși partea maghiară a Aeroflot .
Flota inițială era formată din avioane de pasageri Li-2 cu 21 de locuri ( DC-3 cu licență sovietică ) și „taxiuri” Po-2 cu 3 locuri, utilizate pentru corespondența aeriană de precizie : saci de corespondență au fost aruncați din avion atunci când survolau. destinația sa. În 1950, baza operațională a lui Malév s-a mutat de la Budaörs la aeroportul recent deschis la Ferihegy , unde a rămas.
La 25 noiembrie 1954, Ungaria a achiziționat toate acțiunile sovietice ale MASZOVLET și a redenumit compania MALÉV. Avioanele de transport Ilyushin Il-14 cu dublu piston au fost achiziționate la sfârșitul anilor 1950. Operațiunile au fost extinse, zborurile s-au extins în țările din apropiere și, în urma achiziției în 1965 a avioanelor de linie cu elice cu turbină Ilyushin Il-18 și achiziționării ulterioare în 1968 a avioanelor Tupolev Tu-134 cu reacție din Uniunea Sovietică , în toată Europa și Orientul Mijlociu. În vara anului 1974, Tupolev-154 a fost adus în serviciu programat.
Chiar înainte de schimbările politice din 1989 și de sosirea democrației, Malév începuse să-și elimine treptat avioanele din epoca sovietică odată cu introducerea primei aeronave a companiei aeriene proiectate în Occident , un Boeing 737-200 la 18 noiembrie 1988  Prin urmare, Malév a fost a doua companie aeriană din țările COMECON din Europa Centrală , atunci comunistă, care a opera o aeronavă construită în vest. ( TAROM – Romanian Airlines a început să opereze BAC 1-11 în 1968 și Boeing 707 în 1974. LOT – Polish Airlines a fost al treilea cu aeronava Boeing 767-300 lansată în aprilie 1989).
Logoul companiei, care s-a dovedit a fi ultimul, a fost conceput de designerul grafic László Zsótér ( DLA ) în 1986 și adoptat consecutiv în anii următori.